# 1906年香港潔淨局選舉
1906年香港潔淨局選舉原定在1月22日舉行，選出潔淨局的兩名非官守議員。符合投票資格的只有當年的特別陪審團和普通陪審團成員，以及因職業而被豁免參與陪審團的納稅人。
由於選舉只有兩名候選人，因此選舉沒有舉行。亨利·堪斐和奧古斯都·謝爾頓·胡珀二人自動當選。

## 結果
| 政党 | 政党   | 候选人               | 票数       | % | ± |
| ---- | ------ | -------------------- | ---------- | - | - |
|      | 无党籍 | 亨利·堪斐            | 無競爭當選 |   |   |
|      | 无党籍 | 奧古斯都·謝爾頓·胡珀 | 無競爭當選 |   |   |